# Bond-Nunatak
Der Bond-Nunatak ist ein rund 1200 m und verschneiter Nunatak auf der Adelaide-Insel westlich der Antarktischen Halbinsel. Mit einigen Felsvorsprüngen an seiner Westflanke ragt er nördlich des Mount Bouvier auf.
Das UK Antarctic Place-Names Committee benannte ihn 1963 nach Peter Robert Bond (* 1938), Pilot des British Antarctic Survey auf der Adelaide-Station von 1962 bis 1963.